# Liste der Schweizer Botschafter in der Elfenbeinküste
Schweizer Botschafter in der Elfenbeinküste.

## Missionschefs
- 1961–1966: Jean Stroehlin (1913–2006)
- 1966–1970: Henri Monfrini (1913–1977)
- 1970–1975: Etienne Suter (1916–)
- 1975–1977: Jimmy Martin (1920–2008)
- 1977–1981: William Roch (1919–)
- 1981–1984: Jean Olivier Quinche (1935–)
- 1984–1988: Claudio Caratsch (1936–)
- 1988–1991: Jacques Reverdin (1941–)
- 1992–1996: Peter von Graffenried (1945–)
- 1996–2001: Francois Chappuis (1943–)
- 2001–2005: Johannes B. Kunz (1949–)
- 2005–2010: Dominique Langenbacher
- 2010–2014: David Vogelsanger (1954–)
- 2014–2019: Thomas Litscher
- seit 2019: Anne Lugon-Moulin

Auch akkreditiert in Burkina Faso, Guinea, Liberia und Sierra Leone.